# Djupsjö, Småland
Djupsjö är en sjö i Hultsfreds kommun i Småland och ingår i Emåns huvudavrinningsområde. Sjön är 16 meter djup, har en yta på 0,194 kvadratkilometer och är belägen 110,4 meter över havet.

## Delavrinningsområde
Djupsjö ingår i det delavrinningsområde (634977-149860) som SMHI kallar för Utloppet av Maren. Medelhöjden är 139 meter över havet och ytan är 34,75 kvadratkilometer. Det finns ett avrinningsområde uppströms, och räknas det in blir den ackumulerade arean 67,62 kvadratkilometer. Marån som avvattnar avrinningsområdet har biflödesordning 2, vilket innebär att vattnet flödar genom totalt 2 vattendrag innan det når havet efter 74 kilometer. Avrinningsområdet består mestadels av skog (80 procent). Avrinningsområdet har 2,86 kvadratkilometer vattenytor vilket ger det en sjöprocent på 8,2 procent.